# Partido de los Intereses de los Jubilados de Suecia
El Partido de los Intereses de los Jubilados de Suecia (en sueco: Sveriges pensionärers intresseparti, SPI Välfärden) es un partido político de Suecia, que busca defender, como indica su nombre, los intereses de los jubilados y pensionistas. A fecha de 2015, no ha obtenido jamás una banca en el Riksdag. Tampoco tiene representación en los Consejos Provinciales. Sin embargo, tiene representación en algunos Consejos Municipales. 